# Старое (Чамеровское сельское поселение)
Старое — опустевшая деревня в Весьегонском муниципальном округе Тверской области.

## География
Деревня находится в северо-восточной части Тверской области на расстоянии приблизительно 16 км на юг по прямой от районного центра города Весьегонск.

## История
Известна с 1646 года как поместье Елизара Матвеевича Нелединского. Дворов было 8 (1859 год), 16 (1889), 25 (1931), 10 (1963), 1 (1993),. До 2019 года входила в состав Чамеровского сельского поселения до упразднения последнего. С 2008 года в деревне нет жителей.

## Население
Численность населения: 72 человека (1859 год), 77(1889), 116 (1931), 22 (1963), 1 (1993),, 2 (100 % русские) в 2002 году, 0 в 2010.